# 王孝锡
王孝锡，字遂五，1903年2月18日生于甘肃省宁县太昌镇西壕村一个农民家庭。王孝锡7岁进入太昌镇小学读书，因聪明好学，成绩优异，深受老师赞赏。 
1918年入平凉省立二中学习。1924年入国立西北大学。在党的领导下，开始从事反帝反封建斗争。1925年暑假，在宁县太昌镇成立了甘肃第一个进步组织“青年社”，为宁县的革命斗争播下了火种。1925年6月，加入中国共产党。1927年，国民党西北政治委员会派他等人以“西北政治委员会甘肃省党部党务委员”的身份到兰州整顿国民党甘肃省党部，任青年部部长。还根据党的指示，改组了中共甘肃特别支部，并任组织部长。同年4月，在兰州组织成立“青年社”，又发动群众成立农民协会，出版《妇女之声》刊物，同国民党反动派进行斗争。
中国国民党清党后，奉党的指示回宁县开展工作。先后组织了中共彬宁（彬县、宁县）支部和读书会，恢复了“青年社”，发动群众取得了抗捐抗税、驱逐伪县长等斗争的胜利。1928年，领导和参加了旬邑暴动。并去彬县百子沟煤矿开展工人运动。发动群众成立了革命武装，坚持在陇东开展党的地下斗争。他在宁县的活动，引起敌人的极大不安。同年11月26日，敌陕甘青“剿匪”总司令部将他逮捕，先关押在平凉，后解送兰州。虽受重刑，但始终坚贞不屈，严守党的秘密。30日，敌人在兰州安定门外将他杀害。1985年，人民政府为他修建了纪念碑。